# Commission du Développement durable (Sénat)
Pour les articles homonymes, voir Commission du Développement durable.
Histoire
Cadre
Bureau
Au Sénat français, la commission de l’aménagement du territoire et du développement durable (DEVE), plus couramment abrégée en commission du développement durable, est une commission permanente compétente dans les champs de l’aménagement du territoire, du changement climatique, du développement territorial, de l’environnement, des infrastructures, de la prévention des risques, de la transition écologique et des transports.
Instituée par une résolution du 19 décembre 2011 sous le nom de commission du développement durable, des infrastructures, de l’équipement et de l’aménagement du territoire (CDD), elle se réunit pour la première fois le 22 février 2012. Elle prend son nom actuel en vertu d’une résolution du 18 juin 2019. À la suite du renouvellement sénatorial du 27 septembre 2020, la présidence de la commission est occupée par Jean-François Longeot (Union centriste) depuis le 7 octobre 2020.

## Histoire
La commission du développement durable, des infrastructures, de l’équipement et de l’aménagement du territoire est instituée par la résolution sénatoriale du 19 décembre 2011 tendant à modifier le règlement du Sénat afin de renforcer le pluralisme et l’action du Sénat en matière de développement durable. Il s’agit d’une des sept commissions permanentes du Sénat, avec la commission des affaires économiques, la commission des affaires étrangères, de la défense et des forces armées, la commission des affaires sociales, la commission de la culture, de l’éducation et de la communication, la commission des finances ainsi que la commission des lois constitutionnelles, de législation, du suffrage universel, du règlement et d’administration générale. Sa création a été rendue possible par la loi constitutionnelle du 23 juillet 2008, qui amende l’article 43 de la Constitution en portant le nombre de commissions permanentes des chambres à un nombre maximal de huit au lieu de six. La résolution du 19 juin 2019 clarifiant et actualisant le règlement du Sénat la renomme commission de l’aménagement du territoire et du développement durable,,.
La première commission est désignée le 21 février 2012 et son bureau est constitué le lendemain,. Le règlement du Sénat prévoit que les membres de la commission font l’objet d’une désignation au début de chaque session ordinaire suivant un renouvellement triennal partiel du Sénat et que son bureau est constitué ensuite par ces membres. Depuis sa création, la commission s'est reconstituée les 8 et 9 octobre 2014,, les 4 et 5 octobre 2017, ainsi que les 6 et 7 octobre 2020,.

## Rôle et missions
Le champ de compétences de la commission recouvre l’aménagement du territoire, le changement climatique, le développement territorial, l’environnement, les infrastructures, la prévention des risques, la transition écologique et les transports.
Comme toute commission parlementaire permanente, elle est régulièrement saisie au fond sur les projets et propositions de loi qui sont renvoyés par le bureau du Sénat. Elle peut également se saisir pour avis sur les textes législatifs, dont certaines dispositions entrent dans son champ de compétences.
Dans le cadre de la mission de contrôle du Parlement, elle produit également régulièrement des rapports d’information et des avis budgétaires. Trois groupes d’études sont placés sous son contrôle : celui du Développement économique de la montagne, celui de l’Économie circulaire et celui de la Mer et du Littoral.
Elle dispose d’un service propre au sein de la direction de la Législation et du Contrôle du Sénat.

## Organisation

### Présidence
À chaque renouvellement triennal du Sénat, le président est la première des personnalités constituant le bureau élue par les autres membres de la commission lors de sa réunion constitutive. Il peut être suppléé ou représenté par un des vice-présidents.
| Président             | Groupe | Groupe | Période du mandat | Période du mandat | Qualité |
| --------------------- | ------ | ------ | ----------------- | ----------------- | --- |
| Raymond Vall          |        | RDSE   | 22 février 2012,  | 30 septembre 2014 | Maire de Fleurance (1995-2017) Sénateur, élu dans le Gers (2008-2014)                                                                                            |
| Hervé Maurey          |        | UDI-UC | 9 octobre 2014    | 30 septembre 2020 | Maire de Bernay (2003-2016) Sénateur, élu dans l’Eure (depuis 2008) Conseiller régional de Normandie, élu dans la section départementale de l’Eure (depuis 2016) |
| Hervé Maurey          | UC     |        | 9 octobre 2014    | 30 septembre 2020 | Maire de Bernay (2003-2016) Sénateur, élu dans l’Eure (depuis 2008) Conseiller régional de Normandie, élu dans la section départementale de l’Eure (depuis 2016) |
| Jean-François Longeot |        | UC     | 7 octobre 2020    | En cours          | Sénateur, élu dans le Doubs (depuis 2014) |

### Bureau
Le bureau est constitué du président, des vice-présidents et des secrétaires. Tous sont élus par les membres de la commission et le président fait l’objet d’une élection au scrutin secret.
Depuis la résolution du 2 juin 2009, le nombre de vice-présidents est fixé à huit tandis que celui des secrétaires doit correspondre à un poste par fraction de dix membres de l’effectif de la commission.

### Membres
Les membres de la commission de l’Aménagement du territoire et du Développement durable sont désignés en séance plénière du Sénat. Leur nombre varie depuis 2011.
| Résolution sénatoriale | Nombre de membres | Entrée en vigueur                          |
| ---------------------- | ----------------- | ------------------------------------------ |
| 19 décembre 2011       | 39                | 19 décembre 2011                           |
| 13 mai 2015            | 49                | Après le renouvellement sénatorial de 2017 |